# Elektriciteitscentrale Lünen-Stummhafen
Elektriciteitscentrale Lünen-Stummhafen (Kraftwerk Trianel-Steag) is een steenkool-gestookte centrale bij Lünen in de Duitse deelstaat Noordrijn-Westfalen.
Op 3 september 2008 was de officiële start van de bouw en de centrale werd in december 2013 in gebruik genomen. Totaal vermogen bedraagt 750 MW. Uitlaatgassen worden door de 160 meter hoge koeltoren naar buiten geleid.
Het koelwater wordt uit het Datteln-Hammkanaal gehaald en na gebruik gedeeltelijk in de rivier Lippe afgegeven. De exploitatie is in handen van het bedrijf STEAG.

## Externe link

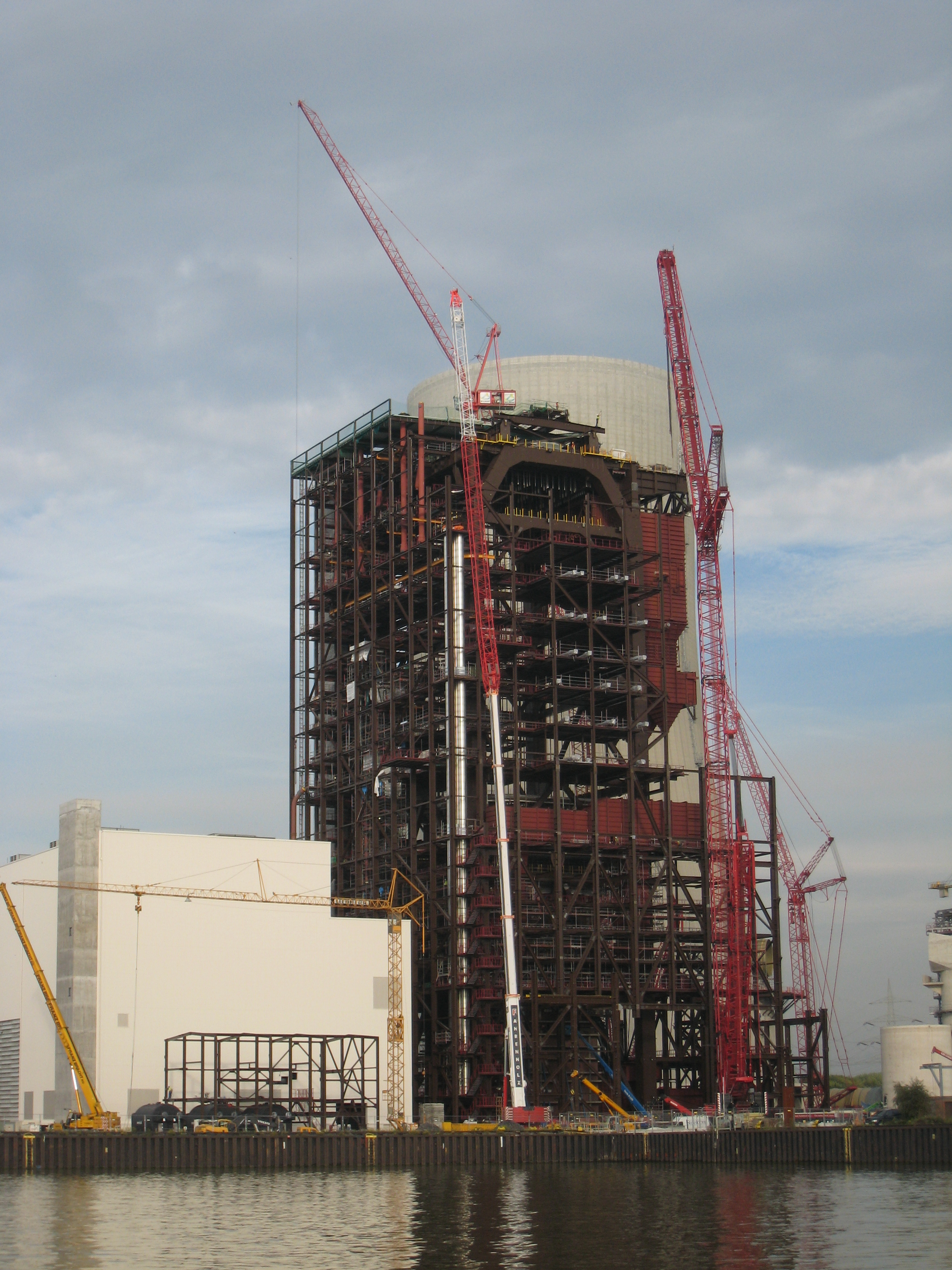
Elektriciteitscentrale Lünen-Stummhafen in aanbouw in 2010
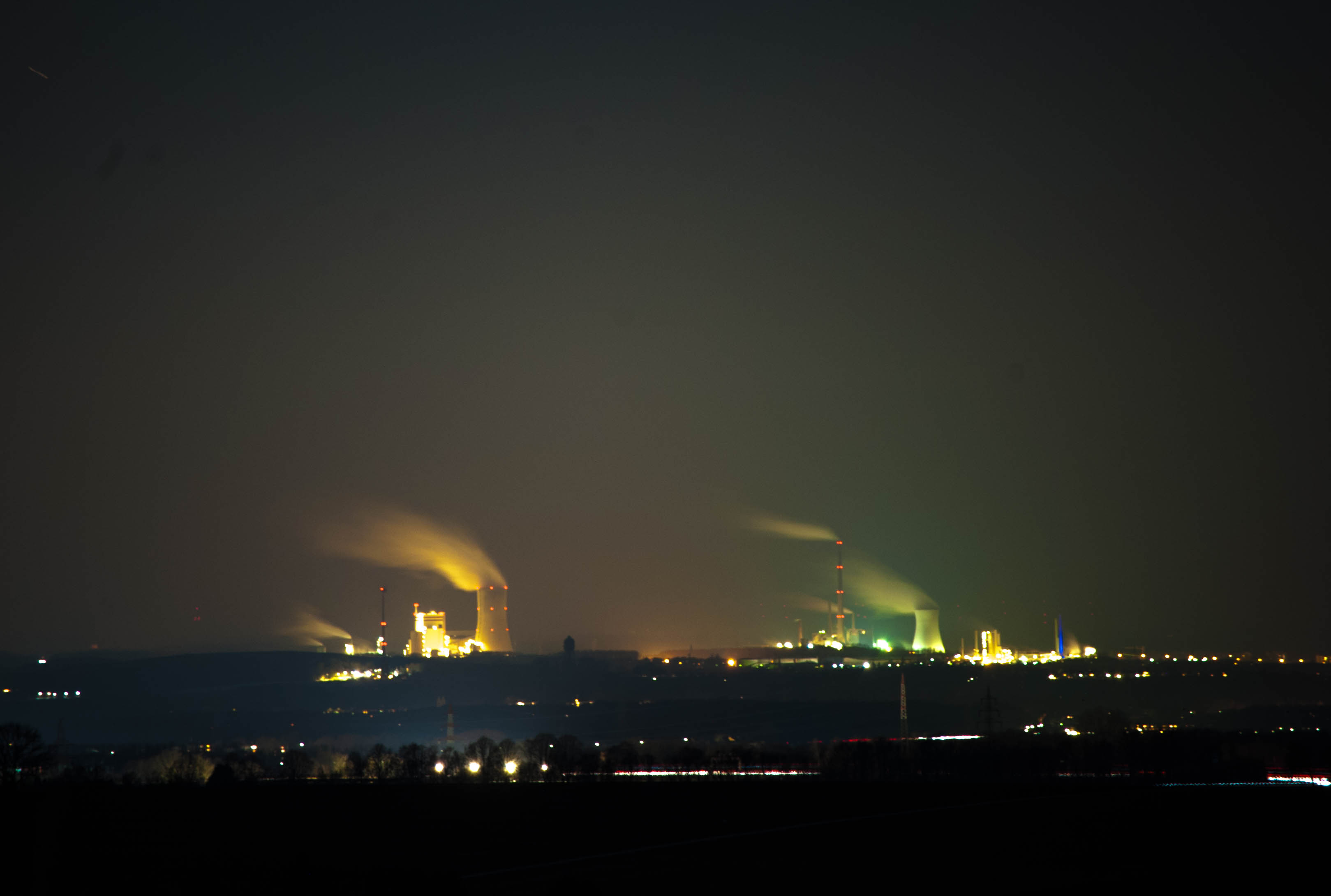
Elektriciteitscentrale Lünen (rechts) en elektriciteitscentrale Lünen-Stummhafen (links) in 2018